# Air Tindi
Air Tindi is een luchtvaartmaatschappij uit Yellowknife in Canada. Ze voert geregelde en chartervluchten uit in de Northern Territory. Ze werd opgericht door de familie Arychuk: de broers Alex en Peter Arychuk en hun vrouwen Sheila en Teri. Air Tindi begon te vliegen in november 1988 met vier kleine vliegtuigen op vlotters of skis. In 1990 kwam de eerste tweemotorige de Havilland Canada DHC-6 Twin Otter. In 1991 fuseerde Air Tindi met Latham Island Airways en verkreeg zo een aantal bijkomende vliegtuigen. Air Tindi bedient afgelegen nederzettingen in de Northern Territories, vliegt voor toeristen en de mijnbouwindustrie in het noorden van Canada, en voert ook luchtambulancevluchten uit. In 2002 beschikte de maatschappij over zes Twin Otters. Air Tindi opereert vanaf de luchthavens van Yellowknife en Fort Simpson en vanaf de Yellowknife Floatbase met watervliegtuigen (op vlotters).
In december 2006 verkochten de Arychuks Air Tindi aan Discovery Air Inc. uit London (Ontario). Alex Arychuk bleef het bedrijf leiden tot hij in 2009 aan de kant werd gezet door Discovery Air. Hij werd opgevolgd door zijn broer Peter.

## Vloot
De vloot bestaat in 2012 uit:
- 4 de Havilland Canada Dash 7
- 1 Beechcraft 1900D
- 6 de Havilland Canada DHC-6 Twin Otters (kunnen uitgerust worden met skis of vlotters)
- 7 Beechcraft King Air 200
- 2 Cessna Grand Caravan
- 1 Cessna 208 Caravan (kan uitgerust worden met vlotters)